# Frauenzell (Brennberg)
Frauenzell ist ein Gemeindeteil der Gemeinde Brennberg im Landkreis Regensburg, Regierungsbezirk Oberpfalz, Bayern, Deutschland. Hier befindet sich auch  Kloster Frauenzell.

## Geografische Lage
Das Pfarrdorf liegt im Süden der Gemeinde Brennberg an der Gemeindegrenze zur Gemeinde Wiesent. Nachbarorte sind Brennberg,  Loidsberg, die Gemeindeteile Zwinger und Bibersbach in der Gemeinde Brennberg sowie Dietersweg und Wiesent in der Gemeinde Wiesent. 
Unterhalb von Frauenzell verläuft das Birkleitenbächlein,  am Ende des Wiesenttals. Somit liegt Frauenzell im Bayerischen Vorwald auf einer Höhe von ca. 550 bis 652 Metern ü. NN. 

## Geschichte
Die Anfänge von Kloster Frauenzell liegen in einer Einsiedelei. Um 1312 ließen sich die Bürgersöhne Gottfried Puecher aus Straubing und Albert Tuntzlinger aus Donaustauf als Einsiedler in den Wäldern bei Brennberg nieder. Graf Reimar IV. von Brennberg († 1326) stiftete ihnen 1317/1320 an der Stelle des heutigen Klosters Grund für den Bau von Zellen und Kirche. Bei der Weihe der ersten Kirche 1325 wurde die Gottesmutter Maria zur Patronin der Einsiedelei bestimmt, die fortan den Namen „Marienzell“ oder „Unserer Lieben Frauen Zell“ trug (daraus später „Frauenzell“).  1424 erlangte das rasch aufblühende Kloster den Rang einer Abtei.  Nach den Wirren der Reformation stellte der Regensburger Bischof Kardinal Herzog Philipp 1582 das verlassene Kloster wieder her. Während des Dreißigjährigen Krieges wurde das Kloster in den Jahren 1632–34 zweimal durch schwedische Truppen verwüstet. Abt Benedikt Eberschwang begann nach 1721 mit dem sukzessiven Neubau der durch Alter und Krieg baufälligen Klostergebäude und der Kirche. Die Abtei Frauenzell wurde 1803 im Zuge der Säkularisation durch den bayerischen Staat aufgehoben. Ein Teil der Gebäude wurde zur Unterbringung der Schule und der Pfarrei verwendet, die anderen wurden an Dorfbewohner verkauft. Die ehemalige Klosterkirche dient seitdem als Pfarrkirche.
Die mit dem bayerischen Gemeindeedikt 1818 gegründete Ruralgemeinde Frauenzell mit den Orten
- Frauenzell
- Eichlberg
- Fischbehälter
- Forsthof
- Grubfeld
- Grubhof
- Hechtfeld
- Himmelthal
- Kriegergütl
- Leibgütl
- Ochsenweide
- Schmuckerwinkl
- Zieglöde
- Zwergfeld
- Zwinger

zählte zum Landgericht Regensburg. Im Zuge der Gebietsreform in Bayern wurde Frauenzell  (mit dem am 1. April 1949 eingegliederten Rest der ehemaligen Gemeinde Göppenbach) am 1. Mai 1978 nach Brennberg eingemeindet.

## Verkehr
Im Ort gibt es eine Bushaltestelle mit Buslinien des Regensburger Verkehrsverbund nach Regensburg, Falkenstein (Oberpfalz) und Wörth an der Donau.

## Sport / Freizeit
Von Frauenzell ausgehend führen zahlreiche Wanderwege in den Bayerischen Vorwald, ins Wiesenttal bzw. Höllbachtal sowie nach Wiesent und Wörth an der Donau.
Es gibt eine Wallfahrtskirche im Ort.
Aufgrund der zur Donauebene hin exponierten Lage des Ortes führen die klimatischen Bedingungen dazu, dass ein Skilift betrieben werden kann. Dieser führt vom Birkenleitbächlein hinauf zum Ortsteil Schmuckerwinkl.